# Аугустын, Блажей
Бла́жей Авгу́стын (пол. Błażej Augustyn; 26 января 1988, Стшелин, Польша) — польский футболист, защитник.

## Карьера

### Клубная
Воспитанник ФК «Стшелинянка». Играл в составе клуба до своего перехода в «Шлёнск» в 2003 году. Через год отправился в клуб из Лодзи УКС СМС. Вскоре отправился в академию «Болтон Уондерерс», в его составе сыграл только один раз, выйдя на замену в матче 6 января 2007 в рамках Кубка Англии против «Донкастер Роверс». Несмотря на уговоры тренера клуба Сэмми Ли, покинул состав «рысаков».
В июне 2007 года подписал четырёхлетнее соглашение с «Легией». С 2007 по 2008 годы провёл всего 4 матча за основную команду. В августе 2008 подписал контракт с итальянским «Римини» из Серии B, но из-за травмы колена пропустил большую часть сезона, сыграв только 4 матча в регулярном чемпионате и два матча плей-офф. После вылета клуба в Серию C вернулся в «Легию», но тут же был продан в «Катанию» в июне 2009 года. В ходе подготовки к сезону выиграл Кубок Далии, проведя по 45 минут в играх с «Кальяри» и «Фиорентиной». 15 августа 2009 дебютировал в официальной игре против «Кремонезе» в Кубке Италии. Дебютировал в Серии A 23 августа 2009 и отметился со знаком «минус»: на 78-й минуте он получил вторую жёлтую карточку и был удалён с поля. Всего же сыграл 10 матчей в Серии A, а в апреле 2010 года снова получил травму колена. Вернулся в строй в январе 2011 года.
В сезоне 2011/12 Аугустын был арендован клубом «Виченца» из итальянской Серии В. Поляк официально дебютировал в новой команде 4 сентября во встрече с «Асколи». 15 октября польский защитник открыл счёт на 50-й минуте игры с «Вероной»; в итоге же его клуб победил со счётом 2:1. Всего за тот сезон футболист провёл 26 матчей в Серии B. В играх плей-офф против «Эмполи» Аугустын участия не принимал. В 2013 году вернулся на родину, подписав годовой контракт с «Гурником» из Забже.

### В сборной
В сборной до 19 лет дебютировал 6 февраля 2007 в матче с Англией. Вызывался в сборную до 21 года на матч против Румынии.